# East Tennessee Natural Gas
East Tennessee Natural Gas — трубопровід на сході США, основним призначенням якого є постачання природного газу в Теннессі та Вірджинії.
Газопровід бере початок двома гілками на заході Теннессі, які далі тягнуться на схід через більшу частину штату та з'єднуються біля Кноксвілю. Звідси основна ділянка прямує на північний схід повз підземне сховище газу Saltville до Roanoke у Вірджинії. Також існує сховище зрідженого природного газу біля Кінгспорту, яке покриває понад 10 % пікового попиту в системі East Tennessee.
Через вихідний район газопроводу проходять численні потужні системи, що прямують від нафтогазоносних басейнів Мексиканської затоки на північний схід країни. Для East Tennessee Natural Gas створені інтерконектори з Texas Eastern Transmission, Tennessee Gas Pipeline, Columbia Gulf Transmission. З 2008 року він також має зв'язок із трубопроводом Midwestern Gas Transmission, що слугує сполучною ланкою з газовим хабом Joliet на околиці Чикаго (доступ до канадського ресурсу) та ще цілим рядом газопроводів, через які транспортується продукція регіонів Мексиканської затоки та Скелястих гір.
Загальна довжина трубопроводів системи East Tennessee перевищує 1500 миль. Це стало результатом численних модернізацій, серед яких можна згадати спорудження у 2002 році перемички довжиною 94 милі, яка проходить через південно-західну Вірджинію та Північну Кароліну до з'єднання біля Eden з системою Transco (найсхідніша серед газопроводів напрямку Мексиканська затока — Північний Схід). Ще одним інтерконектором стало сполучення з системою Southern Natural Gas Pipeline, що тягнеться у широтному напрямі південніше від Теннессі та Північної Кароліни.
Пропускна здатність East Tennessee станом на середину 2010-х років становить понад 19 млрд м3 у річному виразі.